# Campeonato Paulista de Futebol de 2016 - Série A2
O Campeonato Paulista de Futebol da Série A2 de 2016 foi a 70.ª edição do campeonato equivalente ao segundo nível do futebol paulista. Foi disputado entre 20 de janeiro e 8 de maio de 2016 por vinte equipes de todo o estado. Os dois melhores colocados foram promovidos para a Série A, enquanto os seis últimos foram rebaixados para a Série A3.

## Regulamento
Diferentemente do campeonato do ano anterior, a edição de 2016 garantiu o acesso à Série A apenas aos dois primeiros colocados. Na primeira fase, as vinte equipes se enfrentaram em dezenove rodadas e os seis últimos colocados caíram para a Série A3, enquanto os oito primeiros avançarão para as quartas-de-final, em que o primeiro colocado enfrenta o oitavo, o segundo enfrenta o sétimo, o terceiro colocado joga contra o sexto e o quarto e quinto colocados se enfrentam. Em esquema de mata-mata, os finalistas garantem o acesso à Primeira Divisão de 2017. Além disso, o campeão do torneio ocupará uma das vagas do estado de São Paulo na Copa do Brasil de 2017.
Disputam a competição as equipes que terminaram a Série A2 de 2015 entre o 5º e o 16º lugares, além dos quatro últimos colocados da Série A1 de 2015 e os quatro promovidos da Série A3 de 2015. Originalmente, o Sport Club Atibaia disputaria a Série A2 por ter terminado o campeonato da terceira divisão em 4º lugar, mas foi punido pela FPF e foi substituído pelo Barretos Esporte Clube, 5º colocado.

## Critérios de desempate
Em caso de empate de pontos entre dois clubes, os critérios de desempates deveriam aplicados na seguinte ordem:
1. Número de vitórias
2. Saldo de gols
3. Gols marcados
4. Número de cartões vermelhos
5. Número de cartões amarelos
6. Sorteio público

## Equipes participantes
| Equipe                                      | Cidade               | Em 2015     | Estádio                        | Capacidade | Títulos            |
| ------------------------------------------- | -------------------- | ----------- | ------------------------------ | ---------- | ------------------ |
| Clube Atlético Sorocaba                     | Sorocaba             | 14°         | Walter Ribeiro                 | 13 722     | 0 (não possui)     |
| Barretos Esporte Clube                      | Barretos             | 5° (A3) [a] | Antônio Gomes Martins          | 13 007     | 0 (não possui)     |
| Batatais Futebol Clube                      | Batatais             | 15º         | Oswaldo Scatena                | 13 000     | 0 (não possui)     |
| Clube Atlético Bragantino                   | Bragança Paulista    | 19º (A1)    | Nabi Abi Chedid                | 17 128     | 2 (último em 1988) |
| Guarani Futebol Clube                       | Campinas             | 8º          | Brinco de Ouro                 | 29 130     | 1 (em 1949)        |
| Independente Futebol Clube                  | Limeira              | 6º          | Comendador Agostinho Prada     | 9 483      | 0 (não possui)     |
| Clube Atlético Juventus                     | São Paulo            | 3º (A3)     | Rua Javari                     | 4 004      | 1 (em 2005)        |
| Marília Atlético Clube                      | Marília              | 20º (A1)    | Bento de Abreu Sampaio Vidal   | 15 015     | 2 (último em 2002) |
| Mirassol Futebol Clube                      | Mirassol             | 5º          | José Maria de Campos Maia      | 15 000     | 0 (não possui)     |
| Atlético Monte Azul                         | Monte Azul Paulista  | 16º         | Otacília Patrício Arroyo       | 13 100     | 1 (em 2009)        |
| Paulista Futebol Clube                      | Jundiaí              | 11º         | Dr. Jayme Cintra               | 15 155     | 2 (último em 2001) |
| Clube Atlético Penapolense                  | Penápolis            | 17º (A1)    | Ten. Carriço                   | 10 679     | 0 (não possui)     |
| Associação Portuguesa de Desportos          | São Paulo            | 18º (A1)    | Canindé                        | 21 004     | 2 (último em 2013) |
| Rio Branco Esporte Clube                    | Americana            | 12º         | Décio Vitta                    | 16 300     | 0 (não possui)     |
| Esporte Clube Santo André                   | Santo André          | 9º          | Bruno José Daniel              | 14 185     | 3 (último em 2008) |
| Associação Desportiva São Caetano           | São Caetano do Sul   | 7º          | Anacleto Campanella            | 16 744     | 1 (em 2000)        |
| Esporte Clube Taubaté                       | Taubaté              | 1º (A3)     | Joaquim de Morais Filho        | 9 600      | 2 (último em 1979) |
| União Agrícola Barbarense Futebol Clube     | Sta. Bárbara d'Oeste | 10º         | Antonio Lins Ribeiro Guimarães | 14 913     | 1 (em 1998)        |
| Associação Esportiva Velo Clube Rioclarense | Rio Claro            | 13º         | Benito Agnelo Castellano       | 8 136      | 0 (não possui)     |
| Clube Atlético Votuporanguense              | Votuporanga          | 2º (A3)     | Plínio Marin                   | 7 464      | 0 (não possui)     |

Fonte: Globo Esporte
OBS.: a. ^  O Atibaia foi excluído da Série A2 por falta de estádio com a capacidade exigida pela FPF e no lugar do Atibaia entrou o Barretos.
| Batatais Velo Clube Guarani Rio Branco U. Barbarense S. Caetano Paulista Independente Mirassol Sto. André Monte Azul Atlético Sorocaba Marília Bragantino Penapolense São Paulo Taubaté Votuporanguense Barretos Equipes de São Paulo: Juventus PortuguesaLocalização das equipes na Série A2 de 2016 |

## Fase final
- Em itálico, constam as equipes que possuem mando de campo no segundo jogo, e na final, a equipe que faz o jogo em casa.
- Em negrito, constam as equipes classificadas para a fase seguinte.

### Esquema
|  | Quartas-de-final | Quartas-de-final | Quartas-de-final | Quartas-de-final |   |             | Semifinais | Semifinais | Semifinais | Semifinais |  |  | Final       | Final |
|  |                  |                  |                  |                  |   |             |            |            |            |            |  |  |             |       |
|  | São Caetano      | 1                | 0                | 1                |   |             |            |            |            |            |  |  |             |       |
|  | Santo André      | 2                | 0                | 2                |   |             |            |            |            |            |  |  |             |       |
|  | Santo André      | 2                | 0                | 2                |   | Santo André | 2          | 0          | 2          |            |  |  |             |       |
|  |                  |                  |                  |                  |   | Santo André | 2          | 0          | 2          |            |  |  |             |       |
|  |                  | Barretos         | 0                | 0                | 0 |             |            |            |            |            |  |  |             |       |
|  | Barretos         | Barretos         | 0                | 0                | 0 | 2           | 1          | 3          |            |            |  |  |             |       |
|  | Barretos         |                  |                  |                  |   | 2           | 1          | 3          |            |            |  |  |             |       |
|  | Taubaté          | 2                | 0                | 2                |   |             |            |            |            |            |  |  |             |       |
|  |                  |                  |                  |                  |   |             |            |            |            |            |  |  | Santo André | 1     |
|  |                  |                  | Mirassol         | 0                |   |             |            |            |            |            |  |  |             |       |
|  | Bragantino       | 0                | 1                | 1 (7)            |   |             |            |            |            |            |  |  |             |       |
|  | Batatais         | 0                | 1                | 1 (8)            |   |             |            |            |            |            |  |  |             |       |
|  | Batatais         | 0                | 1                | 1 (8)            |   | Batatais    | 0          | 0          | 0          |            |  |  |             |       |
|  |                  |                  |                  |                  |   | Batatais    | 0          | 0          | 0          |            |  |  |             |       |
|  |                  | Mirassol         | 1                | 2                | 3 |             |            |            |            |            |  |  |             |       |
|  | Mirassol         | Mirassol         | 1                | 2                | 3 | 3           | 1          | 4          |            |            |  |  |             |       |
|  | Mirassol         |                  |                  |                  |   | 3           | 1          | 4          |            |            |  |  |             |       |
|  | União Barbarense | 2                | 0                | 2                |   |             |            |            |            |            |  |  |             |       |

## Premiação
| Campeonato Paulista de 2016 - Série A2 |
| Santo André                            |
| -------------------------------------- |
| Santo André Campeão (4° título)        |